# Вентурамиды
Структуры венткрамидов
Вентурамиды — циклические пептиды, выделенные из морских панамских цианобактерий рода Oscillatoria. Они обладают противомалярийным действием и являются первыми пептидами с подобной активность, обнаруженными у цианобактерий.